# Nils Wahlbom
Nils Wahlbom, född 28 oktober 1886 i Hedvig Eleonora församling i Stockholm, död 24 oktober 1937 i S:t Matteus församling i Stockholm, var en svensk skådespelare.

## Biografi

### Uppväxt
Nils Wahlbom var son till skådespelarna John Wahlbom (1858–1906) och Emma Rommel (1863–1938). De spelade i olika kringresande teatersällskap och gick så småningom skilda vägar. Nils Wahlbom tillbringade därför största delen av sin uppväxt inackorderad i olika familjer i Sundsvall och Österåker.

### Karriär
Efter några år på advokatkontor övergick han till skådespelaryrket och började omkring år 1910 hos Axel Engdahl på Folkteatern i Göteborg, först som körmedlem innan han fick sin första spelroll i Värmlänningarna. Han turnerade sedan med olika sällskap, däribland i Hjalmar Selanders och Allan Rydings. Åren 1918–1919 var han även direktör för Malmö sommarteater. Åren 1924–1927 var han vid Ernst Eklunds Komediteatern och vid Blancheteatern samt 1927–1932 vid Oscarsteatern. Sina sista år var han åter vid Blancheteatern.
Under 1930-talet var han ofta anlitad inom filmen. Han var en av svensk films och teaters mer egenartade skådespelartyper som med en sävlig replikföring ofta fick porträttera lite mer timida, tankspritt komiska karaktärer. Genom sitt tonfall kunde han få publiken att jubla åt de mest alldagliga fraser i föreställningarna.
Bland hans större filmroller märks den som familjefar i Raggen - det är jag det (1936), som tragisk gårdsmusikant och den kvinnliga huvudpersonens egentlige far i Kvinnorna kring Larsson (1934), som tankspridd professor i Edvard Persson-filmen Söder om landsvägen (1936) och som Amerikafarbrodern Justus i svindlarkomedin Lyckliga Vestköping (1937).
Wahlbom avled 1937 och är begravd på Norra begravningsplatsen i Stockholm.

### Privatliv
Nils Wahlbom var från 1917 gift med Lesy (Lizzie) Mary Sophie Persson (1886–1975). Deras dotter Kerstin Lindahl Wahlbom (1922–2014) var först gift med Erland Josephson och sedan med statsvetaren Göran G. Lindahl.

## Filmografi urval
- 1917 – I mörkrets bojor
- 1925 – Karl XII del II
- 1926 – Mordbrännerskan
- 1926 – Fänrik Ståls sägner-del I
- 1926 – Fänrik Ståls sägner-del II
- 1927 – Ungdom
- 1928 – Svarte Rudolf
- 1930 – När rosorna slå ut
- 1930 – Charlotte Löwensköld
- 1931 – Längtan till havet
- 1932 – Svärmor kommer
- 1933 – Inled mig i frestelse
- 1933 – En melodi om våren
- 1933 – Djurgårdsnätter
- 1933 – Flickan från varuhuset
- 1933 – Farmors revolution
- 1934 – En bröllopsnatt på Stjärnehov
- 1934 – Marodörer
- 1934 – Atlantäventyret
- 1934 – Anderssonskans Kalle
- 1934 – Sången till henne
- 1935 – Kärlek efter noter
- 1935 – Ungdom av idag
- 1936 – Våran pojke
- 1936 – Stackars miljonärer
- 1936 – Söder om landsvägen
- 1936 – Raggen - det är jag det
- 1936 – Ä' vi gifta?
- 1936 – Kungen kommer
- 1937 – Än leva de gamla gudar
- 1937 – Odygdens belöning
- 1937 – Lyckliga Vestköping
- 1937 – En flicka kommer till sta'n
- 1937 – Adolf Armstarke
- 1938 – Blixt och dunder

## Teater

### Roller (ej komplett)
| År   | Roll                           | Produktion                                                            | Regi                         | Teater                               |
| ---- | ------------------------------ | --------------------------------------------------------------------- | ---------------------------- | ------------------------------------ |
| 1922 | Markis de Langlier             | Äventyret Gaston Arman de Caillavet och Robert de Flers               | Karl Hedberg                 | Dramaten                             |
| 1922 | Carlo Benini                   | Scampolo Dario Niccodemi                                              | Gustaf Linden                | Dramaten                             |
| 1923 | Friedrich Müller               | Schopenhauer Mikael Lybeck                                            | Olof Molander                | Dramaten                             |
| 1923 | Amandus Meyer                  | Föräldrar Otto Benzon                                                 | Olof Molander                | Dramaten                             |
| 1924 |                                | Det gick en ängel Jacques Bousquet och Henri Falk                     | Tollie Zellman               | Komediteatern                        |
| 1924 | Maken                          | Vännen Lorel Adrien Vély och H. R. Girardet                           | Tollie Zellman               | Komediteatern                        |
| 1924 | Schuyler van Dyck              | Dulcie George S. Kaufman och Marc Connelly                            | Einar Fröberg                | Komediteatern                        |
| 1924 | Rinval                         | Dockan André Picard och Val André Jaeger-Schmidt                      | Karin Swanström              | Blancheteatern                       |
| 1925 | Baba Mahrati                   | Dubbelexponering Avery Hopwood                                        | Mathias Taube                | Blancheteatern                       |
| 1926 | Doktor Gordon Spencer          | En tillfällig äkta man Edward A. Paulton                              | Einar Fröberg                | Blancheteatern                       |
| 1927 | Vincentio                      | Så tuktas en argbigga William Shakespeare                             | Gösta Ekman Johannes Poulsen | Oscarsteatern                        |
| 1927 | Rebiscoul                      | Advokaten Bolbec och hennes man Georges Berr och Louis Verneuil       | Pauline Brunius              | Oscarsteatern                        |
| 1927 |                                | Dibbuk - Mellan tvenne världar S. Ansky                               | Robert Atkins                | Oscarsteatern                        |
| 1927 | von Asterberg                  | Gamla Heidelberg Wilhelm Meyer-Förster                                |                              | Oscarsteatern                        |
| 1928 | Munck                          | Gustaf III August Strindberg                                          | Rune Carlsten                | Oscarsteatern                        |
| 1928 | Civilingenjör Hedman           | Rötmånad Erik Lindorm                                                 | John W. Brunius              | Oscarsteatern                        |
| 1928 | Burgess                        | Candida George Bernard Shaw                                           | Gösta Ekman                  | Oscarsteatern                        |
| 1928 | Rowley                         | Skandalskolan Richard Brinsley Sheridan                               | Johannes Poulsen             | Oscarsteatern                        |
| 1928 | "Scar" Edwards                 | Broadway Philip Dunning och George Abbott                             | Mauritz Stiller              | Oscarsteatern                        |
| 1928 | Dwornitschek, hovmästare       | En komedi på slottet Ferenc Molnar                                    | Gösta Ekman                  | Oscarsteatern                        |
| 1928 | Greve Archi                    | "Patrasket" Hjalmar Bergman                                           | John W. Brunius              | Oscarsteatern                        |
| 1928 | Mönter                         | Alexander den Store Gustav Esmann                                     |                              | Oscarsteatern                        |
| 1928 | Generalkonsuln                 | Hokus-Pokus Curt Goetz                                                | Gösta Ekman                  | Oscarsteatern                        |
| 1929 | Corbacchio                     | Volpone Ben Jonson                                                    | Gunnar Klintberg             | Oscarsteatern                        |
| 1929 | Greve Maagenhjelm              | Kära släkten Gustav Esmann                                            | Rune Carlsten                | Oscarsteatern                        |
| 1929 | Furir Nilsson                  | Den svarta skjortan Herbert Grevenius                                 | Rune Carlsten                | Oscarsteatern                        |
| 1929 |                                | Den kungliga familjen George S. Kaufman och Edna Ferber               | Rune Carlsten                | Oscarsteatern                        |
| 1929 | Schuyler van Dyck              | Dulcie George S. Kaufman och Marc Connelly                            | Tollie Zellman               | Oscarsteatern                        |
| 1929 | Mason                          | Männen vid fronten Robert Cedric Sherriff                             | Thomas Warner                | Oscarsteatern                        |
| 1929 | George Jones                   | Vid 37de gatan Elmer Rice                                             | Svend Gade                   | Oscarsteatern                        |
| 1930 | Förste adelsmannen             | Henrik VIII William Shakespeare                                       | Thomas Warner                | Oscarsteatern                        |
| 1930 | Greve Maagenhjelm              | Kära släkten Gustav Esmann                                            | Rune Carlsten                | Oscarsteatern                        |
| 1930 | Fredrik etatsrådinnans betjänt | Farmors revolution Jens Locher                                        | Pauline Brunius              | Oscarsteatern                        |
| 1930 | Anders Persson                 | Gustaf Vasa August Strindberg                                         | Gunnar Klintberg             | Oscarsteatern                        |
| 1930 |                                | En tjuvkomedi Berndt Carlberg                                         | Gösta Ekman                  | Oscarsteatern                        |
| 1930 | Andersson                      | Kontraband Oscar Rydqvist                                             | Edvin Adolphson              | Mindre teatern                       |
| 1930 | Hall                           | Nyckelromanen Ragnar Josephson                                        | Erik Berglund                | Oscarsteatern                        |
| 1930 | Herr Blomgren                  | En herrgårdssägen Selma Lagerlöf                                      | Einar Fröberg                | Oscarsteatern                        |
| 1931 | Herr Raring                    | Peter Pan J.M. Barrie                                                 | Palle Brunius                | Oscarsteatern                        |
| 1932 | Monsieur Brun                  | Fanny Marcel Pagnol                                                   | Pauline Brunius              | Oscarsteatern                        |
| 1932 | Nicola, betjänt                | Hjältar George Bernard Shaw                                           | John W. Brunius              | Oscarsteatern                        |
| 1932 | Greven                         | Juvelstölden Ladislas Fodor                                           | Nils Johannisson             | Oscarsteatern                        |
| 1932 | Kurtz                          | Kanske en diktare Ragnar Josephson                                    | Gösta Ekman                  | Vasateatern                          |
| 1933 | Ärkeängeln Gabriel             | Domaredansen Erik Lindorm                                             | Per-Axel Branner             | Gösta Ekmans Folkteater/ Vasateatern |
| 1933 | Greve Albert von Wedel         | Högre skolan Ferenc Molnár                                            | Gösta Ekman                  | Vasateatern                          |
| 1934 | Allen                          | Strumpebandet Avery Hopwood                                           | Harry Roeck-Hansen           | Blancheteatern                       |
| 1934 | Mr Clayton                     | Ingen rädder Allan Scott och George Height                            | Knut Martin                  | Blancheteatern                       |
| 1934 | Dr. McCabe                     | Män i vitt Sidney Kingsley                                            | Per Lindberg                 | Vasateatern                          |
| 1934 | Charles                        | Nästan gifta Walter Ellis                                             | Gösta Ekman                  | Vasateatern                          |
| 1934 | Portvakten                     | Natten till den 17:de Lajos Zilahy                                    | Gunnar Olsson                | Vasateatern                          |
| 1935 | Gustaf Blomkvist               | Härmed hava vi nöjet, revy Kar de Mumma, Karl-Ewert och Alf Henrikson | Harry Roeck-Hansen           | Blancheteatern                       |
| 1935 | Franz Fredrice von Dub         | Karriär-karriär Gábor Drégely                                         | Gösta Ekman                  | Vasateatern                          |
| 1936 | Gamle Ekdal                    | Vildanden Henrik Ibsen                                                | Martha Lundholm              | Vasateatern                          |
| 1936 | Ölander                        | Hm, sa greven, revy Kar de Mumma                                      | Harry Roeck Hansen           | Blancheteatern                       |